# Lissochlora nigricornis
Lissochlora nigricornis är en fjärilsart som beskrevs av W. Warren 1907. Lissochlora nigricornis ingår i släktet Lissochlora och familjen mätare. Inga underarter finns listade i Catalogue of Life.